# 麻生海太
麻生 海太（あそう かいた、1998年7月19日 - ）は、日本の元子役。ジョビィキッズプロダクションに所属していた。

## 出演

### テレビドラマ
- エジソンの母（2008年1月 - 3月、TBS）
- トミカヒーロー レスキューフォース（2008年4月 - 2009年3月、テレビ東京）
- わたしが子どもだったころ「タレント ラサール石井」（2009年10月、NHK） - 転校生 役

### 映画
- 子猫の涙（2008年1月）
- カンフーくん（2008年3月）
- ブタがいた教室（2008年11月） - クラスメイト 役

### CM
- プチダノン
- 東京電力
- 高速道路
- バンダイナムコ
- キッコーマン 丸大豆しょうゆ
- ダイキン エコキュート
- ケンタッキーフライドチキン
- 三菱自動車